# Juano Hernández
Juano Hernández (San Juan, 19 de julho de 1896 — San Juan, 17 de julho de 1970) foi um ator de teatro e cinema afro-porto-riquenho pioneiro e um pioneiro na indústria cinematográfica afro-americana. Ele fez sua estréia no cinema mudo em The Life of General Villa e sua estréia com voz em um filme do diretor negro Oscar Michaeux, The Girl from Chicago, dirigido para o público negro. Hernández também atuou em uma série de papéis dramáticos em filmes mainstream de Hollywood. Sua participação no filme Intruder in the Dust (O Mundo Não Perdoa, 1949) lhe rendeu uma indicação ao Globo de Ouro de "Nova Estrela do Ano". Mais tarde na vida ele retornou para Porto Rico onde ele pretendia fazer um filme sobre a vida do pugilista Sixto Escobar.

## Primeiros anos
Hernández (nome de nascimento Juan G. Hernández) nasceu em San Juan, Porto Rico, filho de pai porto-riquenho e mãe brasileira. Sem educação formal, ele trabalhou como marinheiro e se mudou para o Rio de Janeiro. Foi contratado por um circo e se tornou artista, fazendo sua primeiro apresentação como acrobata no Rio de Janeiro em 1922. Mais tarde ele foi para o Caribe e viveu como pugilista profissional, lutando com a alcunha de Kid Curley.

## Vaudeville e o palco
Em Nova Iorque, ele trabalhou em vaudeville e minstrel shows, cantou em um coral de igreja e foi roteirista de rádio. Durante o tempo livre ele aperfeiçoava sua dicção estudando Shakespeare, permitindo-se assim trabalhar no rádio. Ele co-estrelou na primeira novela de rádio com o elenco inteiramente negro, We Love and Learn e também participou dos seguintes programas de rádio: Mandrake the Magician (junto com Raymond Edward Johnson e Jessica Tandy), The Shadow, Tennessee Jed e Against the Storm. Ele se tornou um nome familiar após sua participação em Cavalcade of America, uma série que promovia história e inventividade americana. Hernández atuou nos shows da Broadway Strange Fruit e Set My People Free, tendo feito sua estréia em 1927 no coro do musical Show Boat.

## Filmografia
- The Life of General Villa (1914) ... Soldado Revolucionário (sem créditos)
- The Girl from Chicago (1932) .... Gomez
- Harlem is Heaven (1932) .... Policial (sem créditos)
- Lying Lips (1939) .... Rev. Bryson
- The Notorious Elinor Lee (1940) ... John Arthur
- Intruder in the Dust (1949) .... Lucas Beauchamp
- Young Man with a Horn (1950) .... Art Hazzard
- Stars in My Crown (1950) .... Uncle Famous Prill
- The Breaking Point (1950) .... Wesley Park
- Kiss Me Deadly (1955) .... Eddie Yeager
- Trial (1955) .... Judge Theodore Motley
- Ransom! (1956) .... Jesse Chapman ou Uncle Jesse
- Something of Value (1957) .... Njogu, Oath Giver
- The Mark of the Hawk (1958) .... Amugu
- St. Louis Blues (1958) .... Rev. Charles Handy
- Machete (1958) .... Bernardo
- Sergeant Rutledge (1960) .... Sgt. Matthew Luke Skidmore
- The Sins of Rachel Cade (1961) .... Kalanumu
- Two Loves (1961) .... Chief Rauhuia
- Westinghouse Presents: The Dispossessed (1961) (TV) .... Standing Bear
- Hemingway's Adventures of a Young Man (1962) .... Bugs
- The Pawnbroker (1964) .... Mr. Smith
- The Extraordinary Seaman (1969) .... Ali Shar
- The Reivers (1969) .... Uncle Possum
- They Call Me MISTER Tibbs! (1970) .... Mealie Williamson (último papel em um filme)